# Alfred Hentzen
Alfred Hentzen (* 12. Mai 1903 in Lennep; † 8. Januar 1985 in Hamburg) war ein deutscher Kunsthistoriker. Von 1955 bis 1969 leitete er die Hamburger Kunsthalle.

## Werdegang
Er wurde als Sohn von Fritz Hentzen und seiner Ehefrau Elisabeth (geb. Hardt) geboren und wuchs in Lennep im Bergischen Land auf. Nach Abschluss seiner Schulausbildung mit dem Abitur am Lenneper Röntgen-Gymnasium studierte er von 1922 bis 1926 Kunstgeschichte, Literaturwissenschaft und Archäologie an der Universitäten von München (u. a. bei Heinrich Wölfflin), Bonn (unter anderem bei Paul Clemen) und Berlin (unter anderem bei Adolph Goldschmidt). 1926 wurde er an der Universität Leipzig bei Wilhelm Pinder mit einer Arbeit über die „Magdeburger Barockarchitektur“ zum Dr. phil. promoviert.

## Wirken

### Berlin

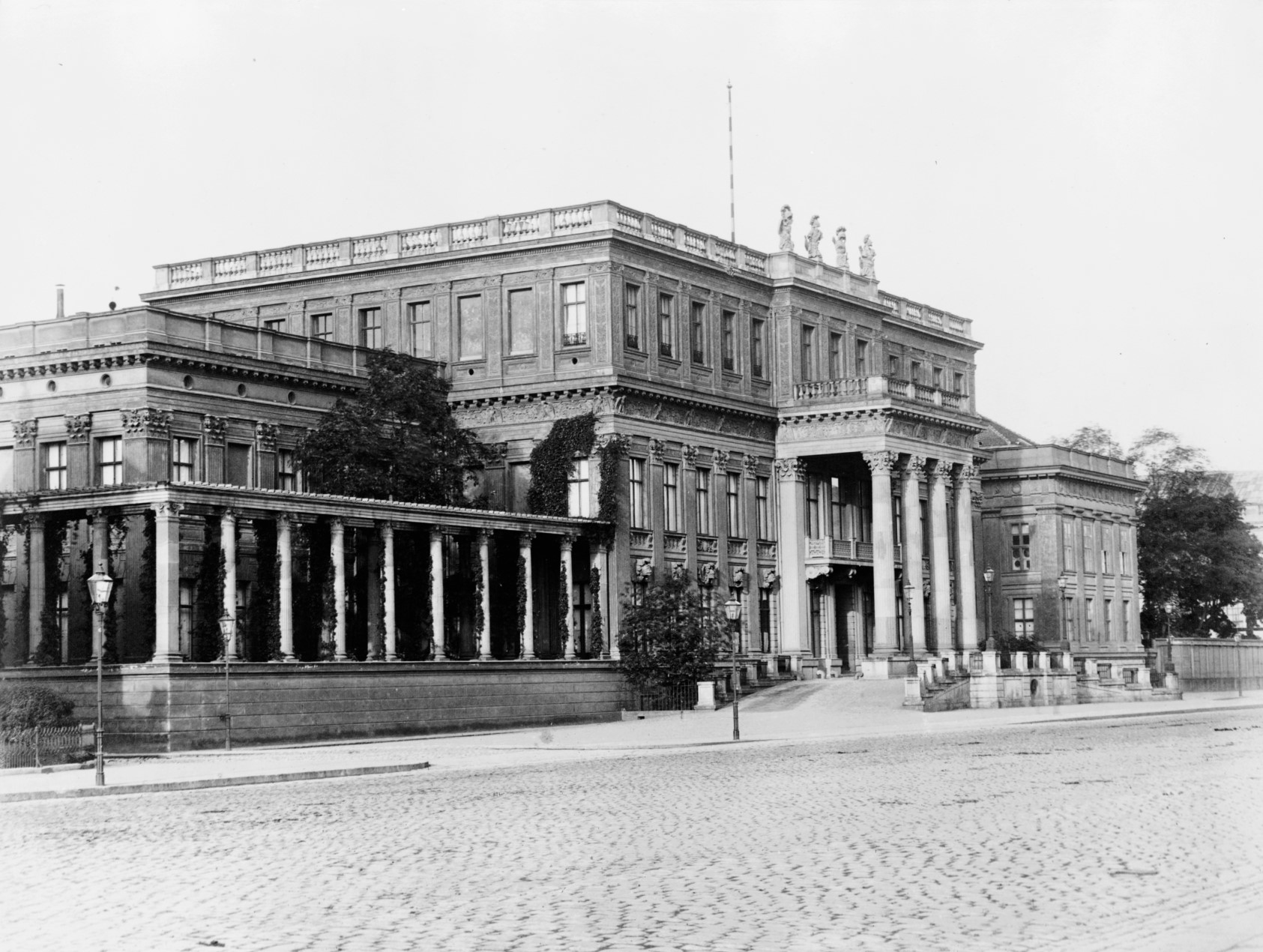
Kronprinzenpalais zwischen 1860 und 1890

Ab 1927 arbeitete Hentzen an den Berliner Museen, zunächst in der Abteilung Moderne Kunst unter Ludwig Thormaehlen. Anschließend wurde er Assistent von Ludwig Justi, dem Direktor der Nationalgalerie, wo er an dem Aufbau der Abteilung der Kunst des 20. Jahrhunderts („von Corinth bis Klee“), der Neuen Abteilung der Nationalgalerie Berlin im Kronprinzenpalais, beteiligt war. Er galt als „Justis getreuer Adlatus“ (Carl Georg Heise). Zugleich war er Redakteur der 1930 gegründeten und 1933 von den Nationalsozialisten eingestellten Zeitschrift Museum der Gegenwart. 1934 heiratete er Anna Else Frieda (gen. Anne) Dittmer (1906–2001).
1934 veröffentlichte Hentzen sein Standardwerk Deutsche Bildhauer der Gegenwart und hob darin Ernst Barlach, Wilhelm Lehmbruck, Gerhard Marcks und Georg Kolbe deutlich hervor. Es erschien im Berliner Rembrandt-Verlag und wurde 1936 aus dem Verkehr gezogen. Im selben Jahr wurde seine Abteilung „Kunst des 20. Jahrhunderts“ im Kronprinzenpalais geschlossen, die Werke weitgehend als „Entartete Kunst“ bezeichnet und deren Leiter Eberhard Hanfstaengl entlassen. Justi wurde bereits im Juni 1933 aus dem Dienst entfernt.

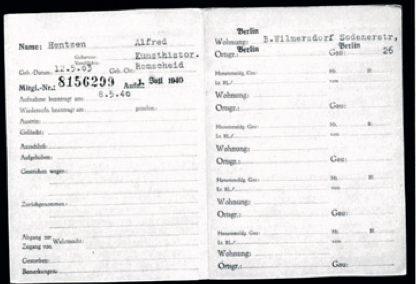
NSDAP-Karteikarte von Alfred Hentzen

Im Rahmen der Vorbereitungen zu den Olympischen Spielen 1936 in Berlin stellte Hentzen mit dem Leiter des Außenamtes der Berliner Museen Niels von Holst die Propagandaausstellung Die großen Deutschen in Bildnissen ihrer Zeit zusammen, die während der Spiele im Kronprinzenpalais gezeigt wurde und fast 70.000 Besucher verzeichnete. Anschließend begleitete er die Ausstellung unter dem Titel Great Germans in Contemporary Portraits auf einer US-Tournee. Ab 1937 konnte Hentzen als Kustos der Gemäldegalerie die Bildbank Bilder der Berliner Gemäldegalerie mit den Arbeiten des 13. bis 18. Jahrhunderts zusammenstellen; nach Kriegsbeginn wurde er mit der Auslagerung der Bestände beauftragt. 1942 wurde er zum Kriegsdienst eingezogen und geriet im Afrikafeldzug in Kriegsgefangenschaft, die er in Ägypten verbrachte.
Alfred Hetzten beantragte am 8. Mai 1940 die Aufnahme in die NSDAP und wurde zum 1. Juli desselben Jahres aufgenommen (Mitgliedsnummer 8.156.299).

### Hannover
Von 1946 bis 1947 baute er als Kustos zusammen mit seiner Frau Anne, die – seit 1936 eingestellte – Kestner-Gesellschaft wieder auf, die am 17. Oktober 1948 eröffnete. Zuerst zeigte er Gemälde von Emil Nolde, anschließend Lithografien von Pablo Picasso. Er begann auch den Jahresgaben-Reigen der Gesellschaft für ihre Mitglieder mit einem Holzschnitt von Gerhard Marcks. In den folgenden sieben Jahren zeigte Hentzen in Hannover weitere 50 Ausstellungen avantgardistischer Kunst. 1954 wurde Hentzen in den Arbeitsausschuss von Arnold Bodes erster documenta berufen, die 1955 in Kassel stattfand.

### Hamburg

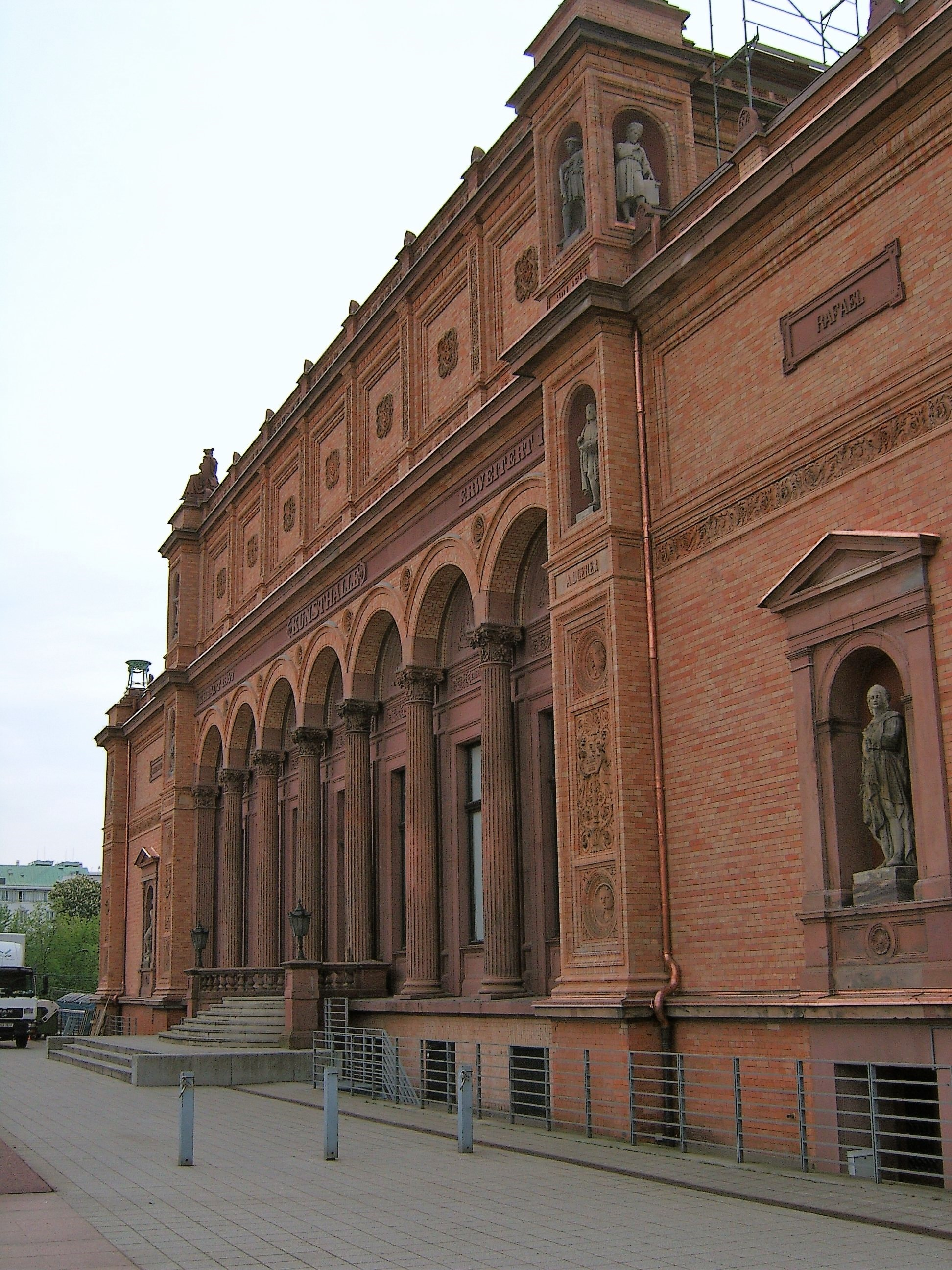
Kunsthalle Hamburg, Altbau

1955 wurde Hentzen – auf Vorschlag seines Vorgängers Carl Georg Heise  – zum Direktor der Hamburger Kunsthalle gewählt. Sofort bemühte er sich um eine zeitgemäße technische Erneuerung, ordnete die Sammlung des 17. und 18. Jahrhunderts neu, erweiterte sie und räumte der Modernen Kunst einen größeren Raum ein. Arbeiten von Alexander Calder, Sam Francis, Antoni Tàpies und anderen zogen in die Sammlung ein. Zur Finanzierung des Ankaufs neuer Werke forcierte er die Gründung der Stiftung zur Förderung der Hamburgischen Kunstsammlungen, die von privaten Mäzenen und dem Hamburger Senat getragen wurde. Bis 1962 war Hentzen auch Leiter des Hamburger Kunstvereins, der im selben Jahr von der Kunsthalle getrennt wurde und in einem benachbarten Neubau eigene Ausstellungsräume bezog. 1964 gehörte er, neben Werner Schmalenbach, Heinrich Stünke, Eduard Trier und anderen, dem Ausschuss für Malerei und Skulptur der documenta III an. 1965 bis 1968 fungierte er zudem als Präsident von ICOM Deutschland. 1969 konnte er als seinen Nachfolger im Amt des Kunsthallen-Direktors den Wiener Kunsthistoriker Werner Hofmann gewinnen.

### Biennale Venedig
1968 wurde Hentzen zum Kommissar für den deutschen Pavillon auf der Biennale in Venedig berufen. Während sein Vorgänger Eduard Trier 1964 und 1966 im deutschen Pavillon aktuelle deutsche Kunst zeigte, griff Hentzen mit der Präsentation der Arbeiten von Horst Janssen, Richard Oelze und Gustav Seitz auf traditionelle Formen und Konzepte zurück, wofür er – zumal im bewegten Jahr 1968 – heftig angegriffen wurde.

## Publikationen
- Magdeburger Barockarchitektur. Bildung und Verfall des Bürgerhaustyps und des Stadtbildes einer mitteldeutschen Großstadt vom Dreißigjährigen Kriege bis zum Ende des Barock. Anhaltische Buchdruckerei Gutenberg, Dessau 1927
- Deutsche Bildhauer der Gegenwart, Rembrandt-Verlag, Berlin. o. J.
- mit Niels von Holst: Die großen Deutschen im Bild. Staatliche Museen zu Berlin,  Propyläen-Verlag, Berlin 1936.
- Meisterwerke der europäischen Malerei – 220 Bilder der Berliner Gemäldegalerie. Gebr. Mann, Berlin 1940.
- Henri Moore. Katalog der Kestner-Gesellschaft. London, British Council 1960.
- Führer durch die Hamburger Kunsthalle. Christiansdruck, Hamburg 1962.
- Katalog der Alten Meister der Hamburger Kunsthalle. Offizin Hartung, Hamburg 1966.
- Die Berliner National-Galerie im Bildersturm. Köln, Berlin 1971. ISBN 3-7745-0254 (zuvor veröffentlicht unter dem Titel Das Ende der Neuen Abteilung der National-Galerie in: Jahrbuch Preußischer Kulturbesitz 8, 1970, S. 24–89).
- Marino Marini, Druckgraphik. Werkkatalog. Bruckmann, München, 1976.